# Urosalpinx sclera
Urosalpinx sclera är en snäckart som beskrevs av Dall 1919. Urosalpinx sclera ingår i släktet Urosalpinx och familjen purpursnäckor. Inga underarter finns listade i Catalogue of Life.